# Kacho-ohji
 (juillet 2024).
Si vous disposez d'ouvrages ou d'articles de référence ou si vous connaissez des sites web de qualité traitant du thème abordé ici, merci de compléter l'article en donnant les références utiles à sa vérifiabilité et en les liant à la section « Notes et références ».
Kacho-ohji (課長王子, Kachō ōji) est une série télévisée d'animation japonaise de treize épisodes dont le sujet est un groupe de rock métal déchu, les Black Heaven. La série possède plusieurs dénominations : Black Heaven, The Legend of Black Heaven ou Kacho-Ohji. Le titre japonais est un jeu de mots sur la façon de lire les kanjis qui le forment. Il peut être traduit par Chef de section Oji, Le vieux chef de section, ou plus littéralement, Le prince chef de section.
La musique joue une grande part dans Kacho-Ohji : Les recherches d'une race d'extraterrestres ont découvert que la musique d'un groupe de rock déchu, les "Black Heaven" serait la seule source d'énergie compatible pour l'arme ultime qu'ils comptent utiliser dans ce qui semble être une guerre perdue.

## Personnages
Principaux
- Oji Tanaka (nom de scène "Gabriel"). Guitariste. Après l'échec de Black Heaven, il a accepté un poste de salary-man afin de nourrir sa famille. Bien des années après il fait face à la crise de la quarantaine en se demandant où il avait échoué. c'est à ce moment que Layla prend contact avec lui.
- Yoshiko Tanaka - ancienne groupie de Black Heaven et femme d'Oji. Femme au foyer, elle s'occupe de leur appartement et de leur fils Gen. Elle voit d'un mauvais œil la retransformation d'Oji en rocker.
- Layla Yuki - Extra-terrestre. Sa mission est de retrouver Oji et de le convaincre de rejouer de la guitare.
- Kotoko, Eriko et Rinko - Extra-terrestres, subordonnées de Layla. Infiltrées dans l'entreprise d'Oji, elles doivent aider Layla dans ses missions. Elles servent principalement aux effets de comédie.

Autres membres de Black Heaven
- Sato (nom de scène "Michael") - Guitariste.
- Yamada (nom de scène "Luke") - Batteur. après la dissolution de Black Heaven, il est devenu agent immobilier.
- Suzuki (nom de scène "Raphael") - Bassiste. après la dissolution de Black Heaven, a ouvert un magasin de primeurs.
- Watanabe (nom de scène "Joseph") - Clavier. après la dissolution de Black Heaven, il est parti pour New York afin d'y percer dans la musique.

## Épisodes
| No | Titre français        | Titre japonais           | Titre japonais        | Date de 1re diffusion |
| No | Titre français        | Kanji                    | Rōmaji                | Date de 1re diffusion |
| -- | --------------------- | ------------------------ | --------------------- | --------------------- |
| 01 | Stairway to heaven    | 天国への階段             | tengoku he no kaidan  | 8 juillet 1999        |
| 02 | All night long        | オール・ナイト・ロング   | All・night・long      | 15 juillet 1999       |
| 03 | Hot house             | ホット・ハウス           | Hot・house            | 22 juillet 1999       |
| 04 | Space child           | スペース・チャイルド     | Space・child          | 29 juillet 1999       |
| 05 | Glory days            | 輝ける日々               | Kagayakeru hibi       | 5 août 1999           |
| 06 | Walk away             | ウォーク・アウェイ       | Walk・away            | 20 août 1999          |
| 07 | In need               | イン・ニード             | In・need              | 26 août 1999          |
| 08 | All right now         | オールライト・ナウ       | All・right・now       | 2 septembre 1999      |
| 09 | Alone in the world    | ひとりぼっちの世界       | Hitoribocchi no sekai | 9 septembre 1999      |
| 10 | Ten years of illusion | 幻の１０年               | Maboroshi no 10nen    | 16 septembre 1999     |
| 11 | I need to do it !     | やりたい気持ち           | Yaritai kimochi       | 23 septembre 1999     |
| 12 | Into the Arena        | イントゥー・ジ・アリーナ | Into・the・arena      | 30 septembre 1999     |
| 13 | The End               | ジ・エンド               | The・end              | 7 octobre 1999        |

## Thèmes
Ouverture
Cautionary Warning par John Sykes
Clôture
Yappari Onna no Hoga Iiya (Je préfère franchement être une femme) par Riyu Kosaka

## Anecdotes
- Oji joue avec une Gibson Flying V, similaire à celle de Michael Schenker, qu'il idolâtre.
- Comme tout groupe, à l'exception d'une grande majorité, les chansons sont écrites par deux des membres: Oji and Watanabe.
- Oji est vraisemblablement un clin d'œil à Ouji d'IZN.
- Layla est fort probablement un clin d'œil au succès d'Eric Clapton Layla.
- Hamill aussi un hommage à Mark Hamill
- Fox Mulder et Dana Scully apparaissent rapidement dans un des épisodes, enquêtant sur une disparition. ce sont les assistantes de Layla qui s'occupent d'eux.
- le vaisseau du groupe s'appelle le Zappa, en référence à Frank Zappa.
- La guitare d'Oji est une Flying V (Flying Vee), alors que l'émission favorite de Gen s'appelle Flying V (Flying Five). Le Zappa peut se transformer en un Flying V géant.
- Oji utilise une pièce de 10 yens comme médiator copiant Brian May qui lors des enregistrements des albums de Queen utilisait une vieille pièce de six pences.
- Les noms de scènes des membres de Black Heaven: Gabriel, Luke, Michael, Raphael, and Joseph, sont tous des grands personnages fondateurs de la chrétienté.
- Les épisodes ont tous pour titre un nom de morceau de rock célèbre.
- La guitare d'Oji et qu'il utilise lors des combats est une Gibson Flying V. Celle que lui achète sa femme en remplacement de celle-ci est une Epiphone Flying V bien moins chère. En effet Gibson ne fait pas de guitares roses.
- Dans l'épisode 9 Oji invoque un OVNI en chantant "Ventura", une référence à Urusei Yatsura.
- les noms de tous les membres du groupe (Tanaka, Sato, Yamada, Suzuki, Watanabe) sont les cinq noms de famille les plus communs au Japon.